# Helter Skelter (film 2004)
Helter Skelter è un film televisivo del 2004 diretto da John Gray, basato sugli omicidi di Charles Manson e del suo gruppo di seguaci detto "The Family".
Sebbene entrambi i film si basino sul libro Helter Skelter del viceprocuratore distrettuale Vincent Bugliosi, pubblico ministero al processo Manson del 1970, rispetto al film Bel Air - La notte del massacro del 1976, focalizzato maggiormente sulle indagini e il processo a Manson (come il libro), questa versione è più incentrata sul coinvolgimento di Linda Kasabian con la Manson Family.

## Trama
Stati Uniti, 1969: Linda Kasabian è una giovane ragazza madre abbandonata dal padre di suo figlio e viene presentata all'ambizioso musicista di strada Charles Manson dall'amica Catherine Share. Il carismatico Manson si muove attraverso la periferia di Los Angeles con un gruppo di giovani, la sua "famiglia". Kasabian cade rapidamente sotto l'influenza di Manson e si unisce al gruppo. I membri della Family vivono allo Spahn Movie Ranch, un ex set cinematografico per film western, in una comunità hippie. Si assicurano la sopravvivenza attraverso il crimine, il traffico di droga, facendo qualche lavoretto al ranch e cercando anche nei bidoni della spazzatura per trovare qualcosa da mangiare. La situazione, le droghe, il sesso di gruppo e lo studio delle filosofie apocalittiche di Manson saldano il gruppo sempre più insieme.
La Kasabian subordina la sua vita agli insegnamenti di Manson. È disperato perché pensa che non troverà un modo per pubblicare la sua musica. Quando una potenziale audizione viene annullata, la situazione si aggrava. Manson ritiene che un'imminente guerra razziale spazzerà via la civiltà e solo lui e il suo gruppo potranno sopravvivere.
Quando la guerra razziale profetizzata non si concretizza, Manson decide di prendere in mano la situazione. Mette in scena una serie di omicidi compiuti dai membri della sua "famiglia". Presto Manson e i suoi complici vengono arrestati, quindi il procuratore distrettuale Vincent Bugliosi affronta il compito di indagare sugli omicidi. Manson viene condannato a morte nella camera a gas, ma il verdetto viene in seguito convertito in ergastolo.